# 브렌다 마셜

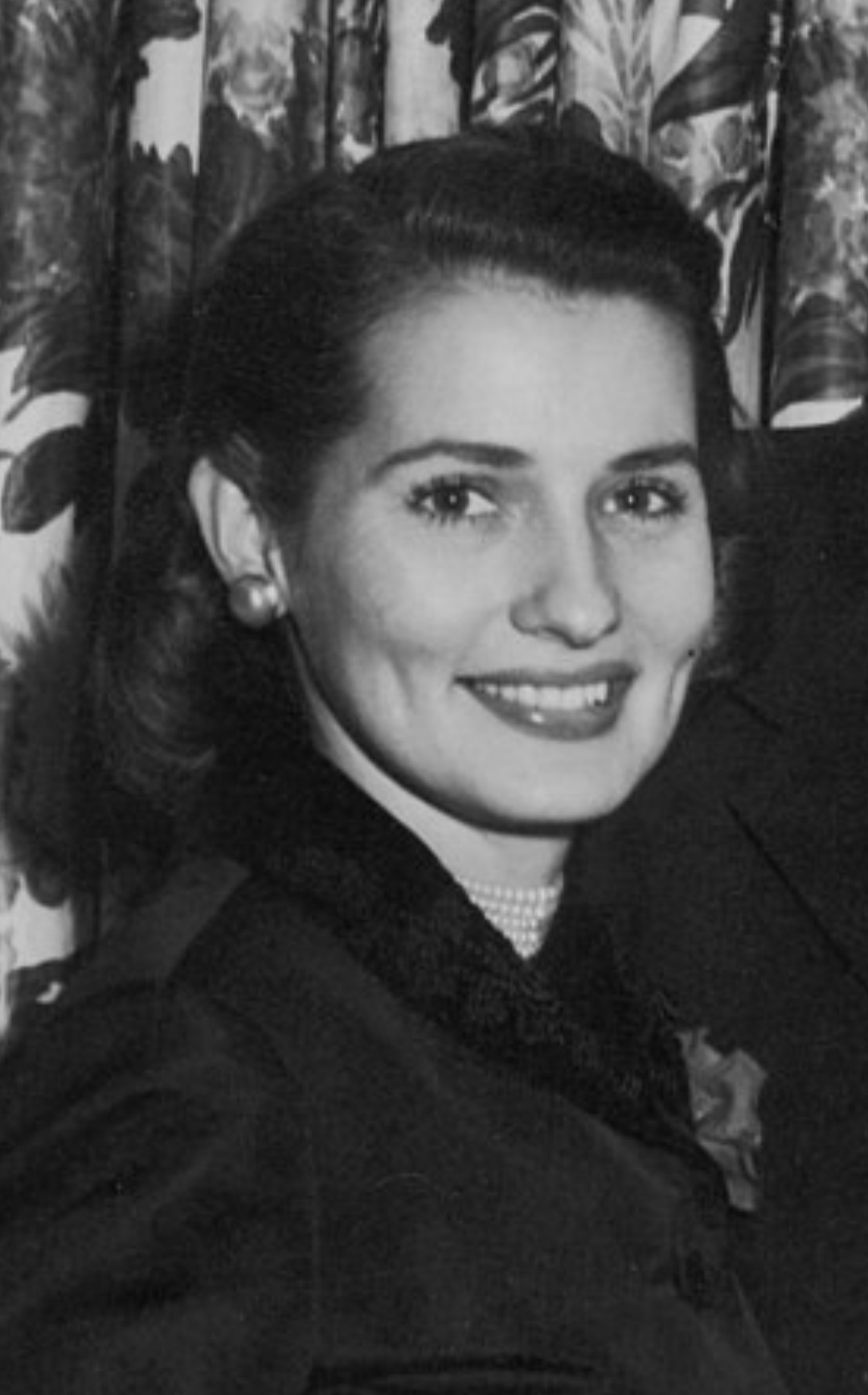

브렌다 마셜(Ardis Ankerson, 1915년 9월 29일 ~ 1992년 7월 30일)는 미국의 배우, 영화배우이다.
네그로스섬에서 태어났으며 팜스프링스에서 사망하였다. 사인은 식도암이다.

## 영화
- 위스퍼링 스미스 (1948년)
- 영원의 처녀 (1943년)
- 캡틴스 오브 더 클라우즈 (1942년)
- 시 호크 (1940년)